# Michael Miu
Michael Miu, de son vrai nom Miu Kiu-wai (苗僑偉, né le 18 juin 1958), est un acteur hongkongais, très connu pour ses apparitions dans de nombreuses séries wuxia produites par TVB, telle que La Légende du héros chasseur d'aigles (en) (1983). Considéré comme une idole de jeunesse dans les années 1980, il est le « Grand tigre » des Cinq généraux tigres de TVB.

## Biographie
Né près de Shanghai en 1958, Miu et sa mère émigrent à Hong Kong pour rejoindre son père quand il a cinq ans. Miu voit rarement son père, marin dans la marine marchande, et est principalement élevé par sa mère. Vers la fin du lycée, un cancer est diagnostiqué chez son père. En conséquence, il quitte l'école et commence à travailler comme menuisier pour subvenir aux besoins de sa famille.
Il entre à l'école d'acteurs de TVB en septembre 1979. Alors qu’il est encore élève, il joue dans plusieurs séries importantes, telle que The Bund (en). Il fait ses débuts dans The Adventurer's (en) en 1980. Immédiatement après sa sortie de l'école, Miu se voit proposer un rôle majeur dans la série The Lonely Hunter (en) de 1981 où il joue aux côtés de son camarade de classe Felix Wong, et des actrices Carol Cheng et Money Chan.
De 1981 à 1986, Miu, Tony Leung, Andy Lau, Felix Wong et Kent Tong sont les « Cinq généraux tigres de TVB », les acteurs masculins les plus populaires de TVB à cette époque. En 1987, Miu quitte TVB et se retire de l'industrie pour se concentrer sur les affaires.
Dans les années 1990, il se consacre à son commerce de lunettes et acquiert une réputation d'homme d'affaires. Au cours du ralentissement économique de 2002, il revend son entreprise et décide de retourner dans l'industrie télévisuelle. Il effectue son retour dans The Academy (en) en 2004, qui lui vaut une reconnaissance majeure et redémarre sa carrière.
Il reçoit le prix du meilleur acteur aux TVB Star Awards Malaysia 2017 pour son rôle de Cheuk Hoi dans Line Walker: The Prelude (en).

## Vie privée
Miu rencontre l'actrice Jaime Chik (en) en 1981 sur le tournage de la série You Only Live Twice. Ils commencent à sortir ensemble mais se séparent un an plus tard. Miu fréquente ensuite brièvement Anita Mui en 1983, qu'il a rencontré sur le plateau de Summer Kisses, Winter Tears. Miu et Chik se réconcilient finalement et le couple se marie en 1990. Ils ont deux enfants, un fils, Murphy Miu, et une fille, Phoebe Miu, qui est également actrice et qui résident tous deux à Vancouver au Canada.

## Filmographie
| Cinéma     | Cinéma                                                                   | Cinéma                                    | Cinéma |
| Année      | Film                                                                     | Rôle                                      | Notes |
| ---------- | ------------------------------------------------------------------------ | ----------------------------------------- | --- |
| 1985       | Le Flic de Hong Kong 2                                                   | Pagode                                    | |
| 1986       | Le Flic de Hong Kong 3                                                   | Pagode                                    | |
| 1987       | Scared Stiff                                                             | David Miu Tai-wai                         | |
| 1987       | White Cuckooflower                                                       | Li Shaonong                               | |
| 1988       | Hero of Tomorrow                                                         | Sam Gor                                   | |
| 1988       | The Dragon Family                                                        | Lung Wai                                  | |
| 1989       | Return of the Lucky Stars                                                | Pagode                                    | |
| 1989       | City Cops                                                                | Ching Shing                               | |
| 1989       | Proud and Confident                                                      |                                           | |
| 1989       | Little Cop                                                               | L'« Homme aux milles visages »            | |
| 1989       | Close Escape                                                             | Lam Wai-Tung                              | |
| 1990       | Magic Cop                                                                | Sergent N°2237                            | |
| 1991       | The Tigers                                                               | Malung                                    | |
| 1992       | Succession par l'épée                                                    | Kuang Yuk Long, Kuang Fung                | |
| 1993       | Lord of East China Sea                                                   |                                           | |
| 1995       | Whatever Will Be, Will Be                                                | Le père de Peter                          | |
| 1996       | How to Meet the Lucky Stars                                              | Pagode/Ginseng                            | |
| 2004       | Love Is a Many Stupid Thing                                              | Richard                                   | |
| 2004       | La Voie du Jiang Hu                                                      | Figo                                      | |
| 2006       | Wo Hu                                                                    | Wai Ting-bong                             | |
| 2006       | McDull, the Alumni                                                       | Un policier                               | |
| 2007       | Brothers                                                                 | Tam Chung-yiu                             | |
| 2010       | Black Ransom                                                             | Sam Ho                                    | |
| 2011       | I Love Hong Kong                                                         |                                           | |
| 2016       | New York New York                                                        |                                           | |
| 2017       | In the Fog                                                               |                                           | |
| 2018       | The Trough                                                               |                                           | |
| 2019       | La Guerre des Cartels 2                                                  | Officier Fung                             | |
| Télévision |                                                                          |                                           | |
| Année      | Titre                                                                    | Rôle                                      | Notes |
| 1980       | The Bund                                                                 | (extra)                                   | |
| 1980       | Yesterday's Glitter                                                      | (extra)                                   | |
| 1980       | The Invincible Medic                                                     | (extra)                                   | |
| 1980       | The Adventurer's                                                         | Yung Wing-hong                            | |
| 1981       | The Lonely Hunter                                                        | Au-yeung Hong                             | |
| 1981       | Come Rain, Come Shine                                                    |                                           | |
| 1981       | Double Fantasies                                                         |                                           | |
| 1981       | The Fate                                                                 | Wilson Chung Wai-shun                     | |
| 1981       | The Hawk                                                                 | Prince Har                                | |
| 1981       | The Young Heroes of Shaolin                                              | Wu Wai-kin                                | |
| 1982       | Hong Kong 82                                                             | Chow Sing-wai                             | |
| 1982       | Ladies of the House                                                      | Little Bat-leung                          | |
| 1982       | A Kid Troupe                                                             | Yuen Wai                                  | |
| 1982       | You Only Live Twice                                                      | Wong Chau-fat / Sheung Tsan-yu            | |
| 1982       | The Legend of Master So                                                  | Ma Kwan                                   | |
| 1983       | The Radio Tycoon                                                         | Lui Hei                                   | |
| 1983       | The Fortune Teller                                                       | Lai Bo-yee                                | |
| 1983       | La Légende du héros chasseur d'aigles: The Iron-Blooded Loyalists        | Yeung Hong                                | |
| 1983       | La Légende du héros chasseur d'aigles: Eastern Heretic and Western Venom | Yeung Hong                                | |
| 1983       | La Légende du héros chasseur d'aigles: The Duel on Mount Hua             | Yeung Hong                                | |
| 1984       | The Foundation                                                           | Lee Sai-man                               | |
| 1984       | The Fearless Duo                                                         | Szeto Man-mo                              | |
| 1984       | United We Stand                                                          | Tung Pang-fei                             | |
| 1984       | The Rise & Fall of a Stand-In                                            | Hung Kiu                                  | |
| 1984       | Hero Without Tears                                                       | Siu-ko                                    | |
| 1984       | The New Adventures of Chor Lau-heung                                     | Chor Lau-heung                            | |
| 1984       | Summer Kisses, Winter Tears                                              | Ling Yue-sam                              | |
| 1985       | Sword Stained with Royal Blood                                           | Ha Suet-yee                               | |
| 1985       | The Condo                                                                | San Tin-pui                               | |
| 1985       | The Yang's Saga                                                          | "Sei-long" Yang Yin-fai                   | |
| 1986       | The Legend of Dik Ching                                                  | Dik Ching                                 | |
| 1986       | Pet and Pest                                                             | Ko Tai-wai                                | |
| 1987       | The Dragon Sword                                                         | Yung Chi-wan                              | |
| 1988       | Two Most Honorable Knights                                               | Kong Fung                                 | |
| 1990       | Yuhuo Fenghuang (Fire Phoenix)                                           | Zhong Hao                                 | |
| 1995       | New Justice Pao                                                          | Sung Ching Wan                            | |
| 1999       | Forrest Cat 2                                                            | Wong Kar-hei                              | |
| 2005       | The Academy                                                              | Sergent Lee Man-sing                      | Nommé au TVB Anniversary Awards du meilleur acteur (Top 5)                                                                          |
| 2005       | Into Thin Air                                                            | Ko Chung-ching                            | |
| 2006       | Au Revoir Shanghai                                                       | Nip Jun                                   | |
| 2006       | Dicey Business                                                           | Kiu Ching-chor                            | |
| 2007       | The Academy 2: On the First Beat                                         | Sergent Sunny Lee Man-sing                | Participation amicale |
| 2007       | Devil's Disciples                                                        | Szema Fei-sing                            | Participation amicale |
| 2007       | The Drive of Life                                                        | Wah Man-shek                              | Nommé au TVB Anniversary Awards du meilleur acteur (Top 20) Nommé au TVB Anniversary Awards du personnage masculin préféré (Top 24) |
| 2007       | ICAC Investigators 2007                                                  | Principal Investigator Chan Kwok-wai (DJ) | Épisode 4: "Over the Line" |
| 2008       | Wars of In-Laws 2                                                        | Lui-même                                  | Participation amicale |
| 2008       | Love Exchange                                                            | Mike Yiu Lap-tin                          | Nommé au TVB Anniversary Awards du meilleur acteur (Top 10)                                                                         |
| 2009       | The Academy 3: E.U.                                                      | Kong Sai-hau                              | Nommé au TVB Anniversary Awards du meilleur acteur (Top 15) Nommé au TVB Anniversary Awards du personnage masculin préféré (Top 15) |
| 2010       | My Better Half                                                           | Ching Sum                                 | |
| 2010       | Gun Metal Grey                                                           | Mai On-ting                               | Nommé au TVB Anniversary Awards du meilleur acteur (Top 15)                                                                         |
| 2012       | L'Escargot                                                               | Kwan Ka-on                                | |
| 2012       | Highs and Lows                                                           | Heung Wing (Gordon)                       | |
| 2013       | A Change of Heart                                                        | Fong Chi Lik                              | |
| 2013       | Flower Pinellia (Flower Open in the Middle of Summer)                    | Cheng Hao                                 | Série de Chine continentale sur Hunan TV                                                                                            |
| 2014       | Line Walker                                                              | Cheuk Hoi                                 | |
| 2016       | Way Of The Dragon 2016                                                   | Do Ying Hou                               | Série de Chine continentale |
| 2017       | The Legend of the Condor Heroes                                          | Huang Yaoshi                              | Version de Chine continentale sur Dragon TV                                                                                         |
| 2017       | Line Walker: The Prelude                                                 | Cheuk Hoi                                 | «TVB馬来西亞星光荟萃頒獎典禮2017»-最喜愛TVB男主角 (gagné)                                                                           |
| 2018       | Flying Tiger                                                             | Victor Nip Yue Hong                       | |
| 2018       | Guardian Angel                                                           | Cheung Tung (Zheung Dong)                 | |
| 2019       | Flying Tiger 2                                                           |                                           | |